# Bahnhof Meitetsu Gifu
Der Bahnhof Meitetsu Gifu (jap. 名鉄岐阜駅, Meitetsu Gifu-eki) ist ein Bahnhof auf der japanischen Insel Honshū. Er wird von der Bahngesellschaft Meitetsu (Nagoya Tetsudō) betrieben und befindet sich in der Präfektur Gifu auf dem Gebiet der Stadt Gifu.

## Verbindungen
Meitetsu Gifu liegt am Ende zweier Strecken der Bahngesellschaft Meitetsu – einerseits der fast 100 km langen Meitetsu Nagoya-Hauptlinie nach Ichinomiya, Nagoya, Okazaki und Toyohashi, andererseits der Meitetsu Kakamigahara-Linie nach Kakamigahara. In der Nachbarschaft befindet sich der Bahnhof Gifu von JR Central.
Besondere Bedeutung auf der Nagoya-Hauptlinie haben die während der Hauptverkehrszeit stündlich fahrenden µSky-Schnellzüge von Meitetsu Gifu über Meitetsu Nagoya und Ōtagawa zum Flughafen Chūbu. Hinzu kommen zwei Gattungen von Eilzügen im Halbstundentakt mit unterschiedlichen Streckenverläufen. Die Rapid Limited Express verbinden Meitetsu Gifu mit Meitetsu Nagoya, Chiryū und dem Bahnhof Toyohashi, die Limited Express verkehren von Meitetsu Gifu über Meitetsu Nagoya und Ōtagawa zum Flughafen Chūbu. Nahverkehrszüge mit Halt an allen Bahnhöfen fahren im Viertelstundentakt zwischen Meitetsu Gifu und Sukaguchi. Einzelne Züge am frühen Morgen und am späten Abend werden in Kasamatsu zur Meitetsu Takehana-Linie durchgebunden und fahren bis nach Shin-Hashima. Auf der Kakamigahara-Linie wird mit Nahverkehrszügen tagsüber ein Viertelstundentakt zwischen Meitetsu Gifu und Mikakino angeboten. Die Hälfte der Züge wenden dort zwischen etwa 9 und 14:30 Uhr sowie abends ab 20 Uhr, ansonsten fahren alle bis Shin-Unuma und von dort weiter auf der Inuyama-Linie bis nach Inuyama.
Meitetsu Gifu ist ein bedeutender Knotenpunkt des lokalen und regionalen Busverkehrs, wobei die Haltestellen auf zwei Standorte in unmittelbarer Nähe aufgeteilt sind. Der südlich gelegene Busbahnhof dient als Endstation von zwei Dutzend Regional- und Fernlinien verschiedener Anbieter. Acht Haltestellen sind entlang der Präfekturstraße 157 zu finden, die von mehr als 70 städtischen Linien der Gesellschaften Meitetsu Bus und Good Bus bedient werden. Bis 2005 verkehrten hier auch Straßenbahnen auf der Meitetsu Gifu-Stadtlinie.

## Anlage
Der Bahnhof steht an der Grenze zwischen den zentralen Stadtteilen Kandamachi und Nagazumichō. Beide werden durch zahlreiche Läden, Banken und Hotels geprägt. In südöstlicher Richtung erstreckt sich die Einkaufsstraße Suminoechō. Die Anlage umfasst zwei vollständig separate Kopfbahnhöfe für die Nagoya-Hauptlinie und die Kakamigahara-Linie, die durch eine Nebenstraße voneinander getrennt sind; es gibt auch keine Gleisverbindung zwischen den Strecken. Baulich verbunden sind die beiden Gebäude mittels zweier überdachter Fußgängerbrücken über die Straße hinweg; eine von ihnen ermöglicht das Umsteigen, ohne die Bahnsteigsperren passieren zu müssen.

Gleisplan
Gleise 1–4: Nagoya-Hauptlinie
Gleise 5–6: Kakamigahara-Linie
orange: Tōkaidō-Hauptlinie

Der Kopfbahnhof der Meitetsu Nagoya-Hauptlinie besitzt eine dreieckige Form. Diesem vorgelagert ist eine von Säulen getragene gläserne Dachkonstruktion. Sie überspannt den nördlich gelegenen Vorplatz und eine breite Treppenanlage. An die Westseite angebaut ist das Einkaufszentrum ECT, das einem Unternehmen der Meitetsu Group gehört. Dessen Dach wird als Parkplatz genutzt. Ans ECT wiederum schließt sich der Busbahnhof an. Vier annähernd von Norden nach Süden ausgerichtete Gleise (1 bis 4) liegen auf einem hohen Damm an zwei vollständig überdachten Mittelbahnsteigen, die durch den rechtwinklig dazu angeordneten Querbahnsteig miteinander verbunden sind. Etwa 70 Meter vom südlichen Bahnsteigende entfernt besteht ein sehr kurzer eingleisiger Abschnitt unter dem Viadukt der hier querenden Tōkaidō-Hauptlinie hindurch. Dieser Engpass erlaubt es nicht, dass Züge gleichzeitig in den Bahnhof einfahren und von ihm abfahren können. Über Fußgängerbrücken erreichbar ist der rund 300 Meter entfernte Bahnhof Gifu an der Tōkaidō-Hauptlinie.
Ebenerdig zugänglich ist der Kopfbahnhof der Meitetsu Kakamigahara-Linie. Er ist von Westen nach Osten ausgerichtet und umfasst drei Gleise (5 bis 7), von denen zwei dem Personenverkehr dienen. Diese liegen an einem überdachten, zum entgegengesetzten Ende hin schmaler werdenden Mittelbahnsteig. Gleis 7 an der Nordseite besaß einst einen kurzen Seitenbahnsteig für die Straßenbahnen der Meitetsu Tagami-Linie, er wurde jedoch nach deren Stilllegung im Jahr 2005 entfernt. Seither dient dieses Gleis zum Abstellen von Zügen. Unmittelbar an die Nordseite des Kakamigahara-Bahnhofteils angebaut ist das mehrgeschossige Warenhaus Gifu Loft.
Im Fiskaljahr 2019 nutzten durchschnittlich 17.657 Fahrgäste täglich den Bahnhof (beide Teile werden gemeinsam erfasst).

## Bilder

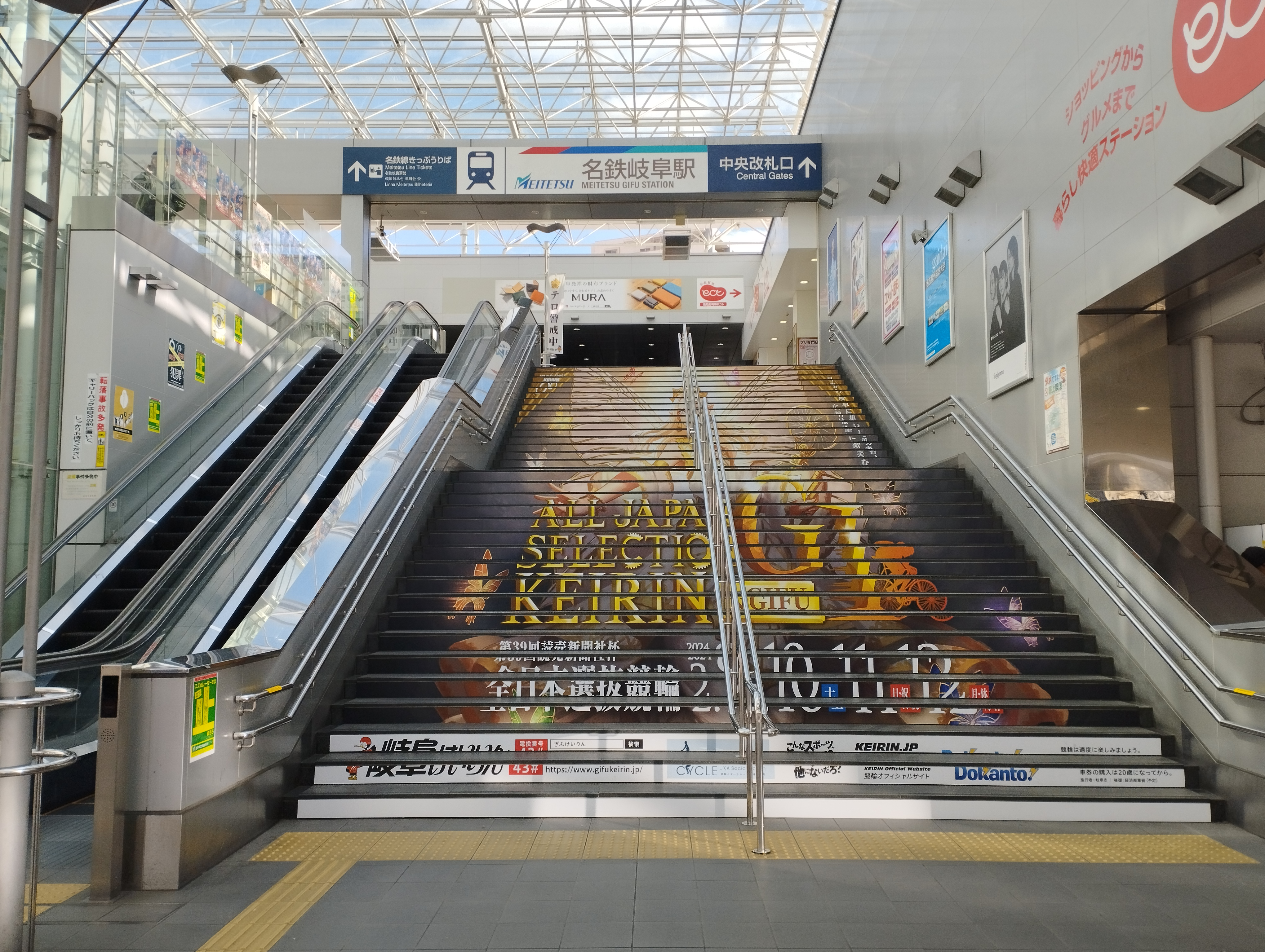
Haupttreppe zur Nagoya-Hauptlinie
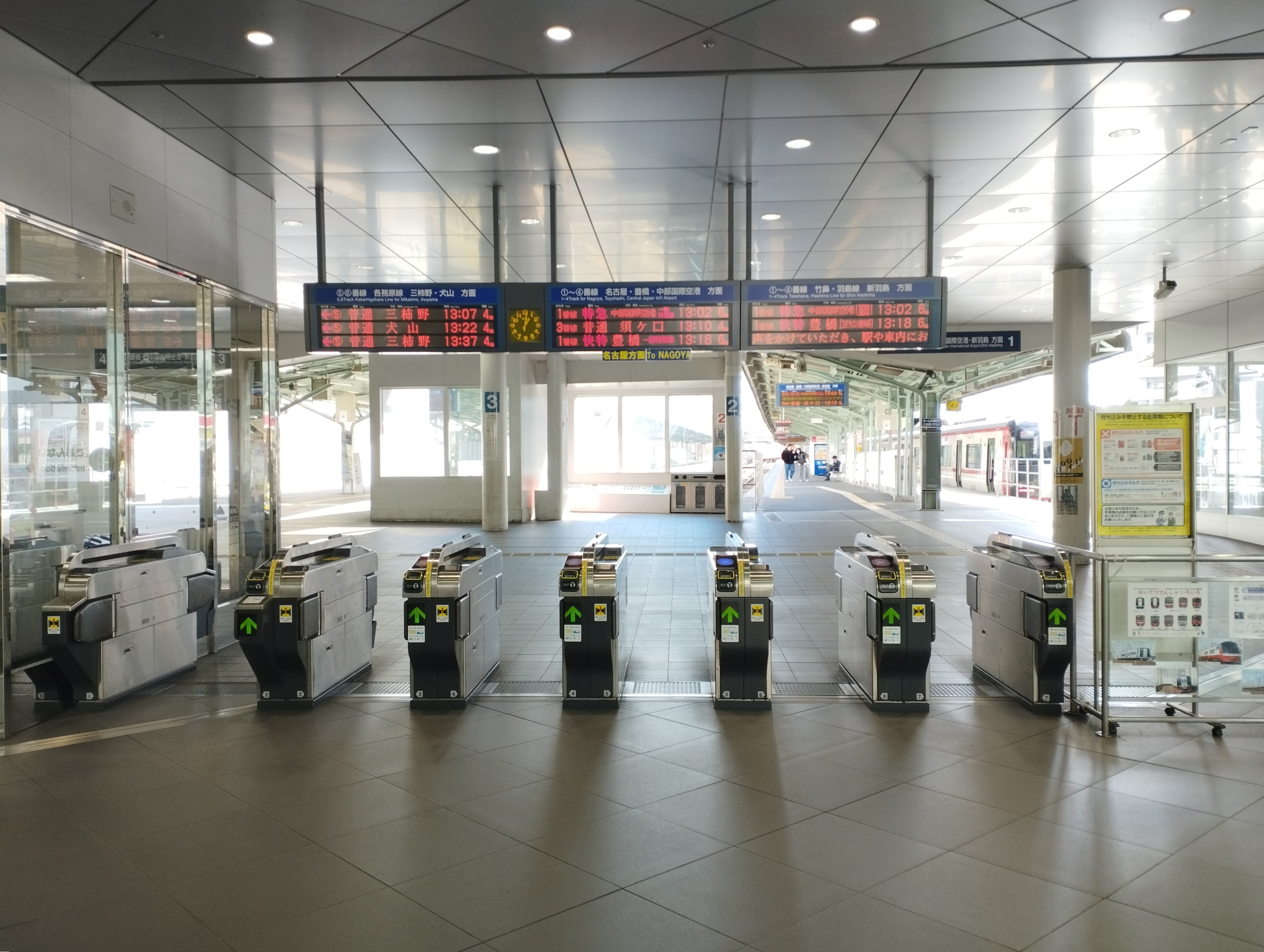
Bahnsteigsperren
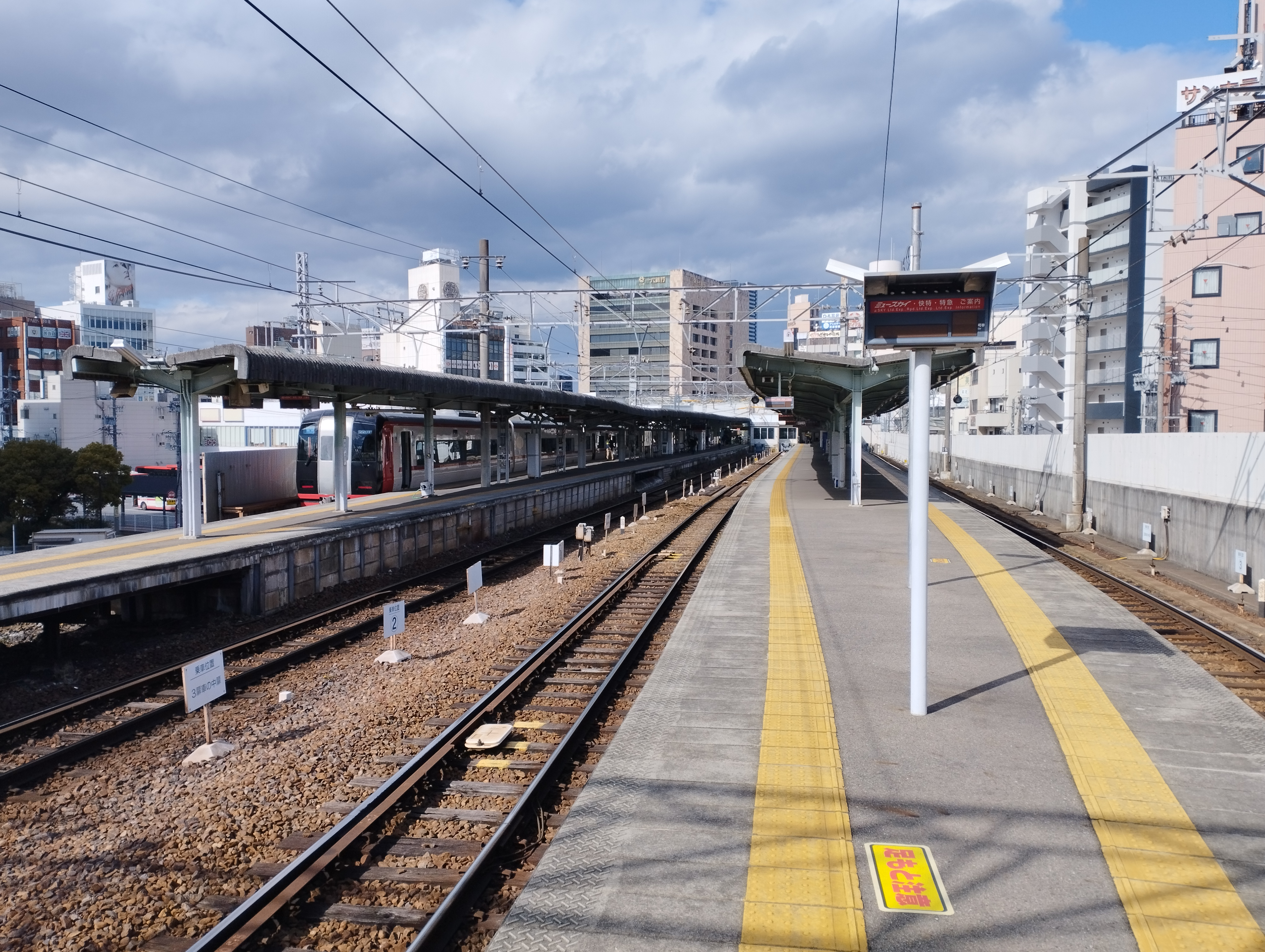
Bahnsteige der Nagoya-Hauptlinie
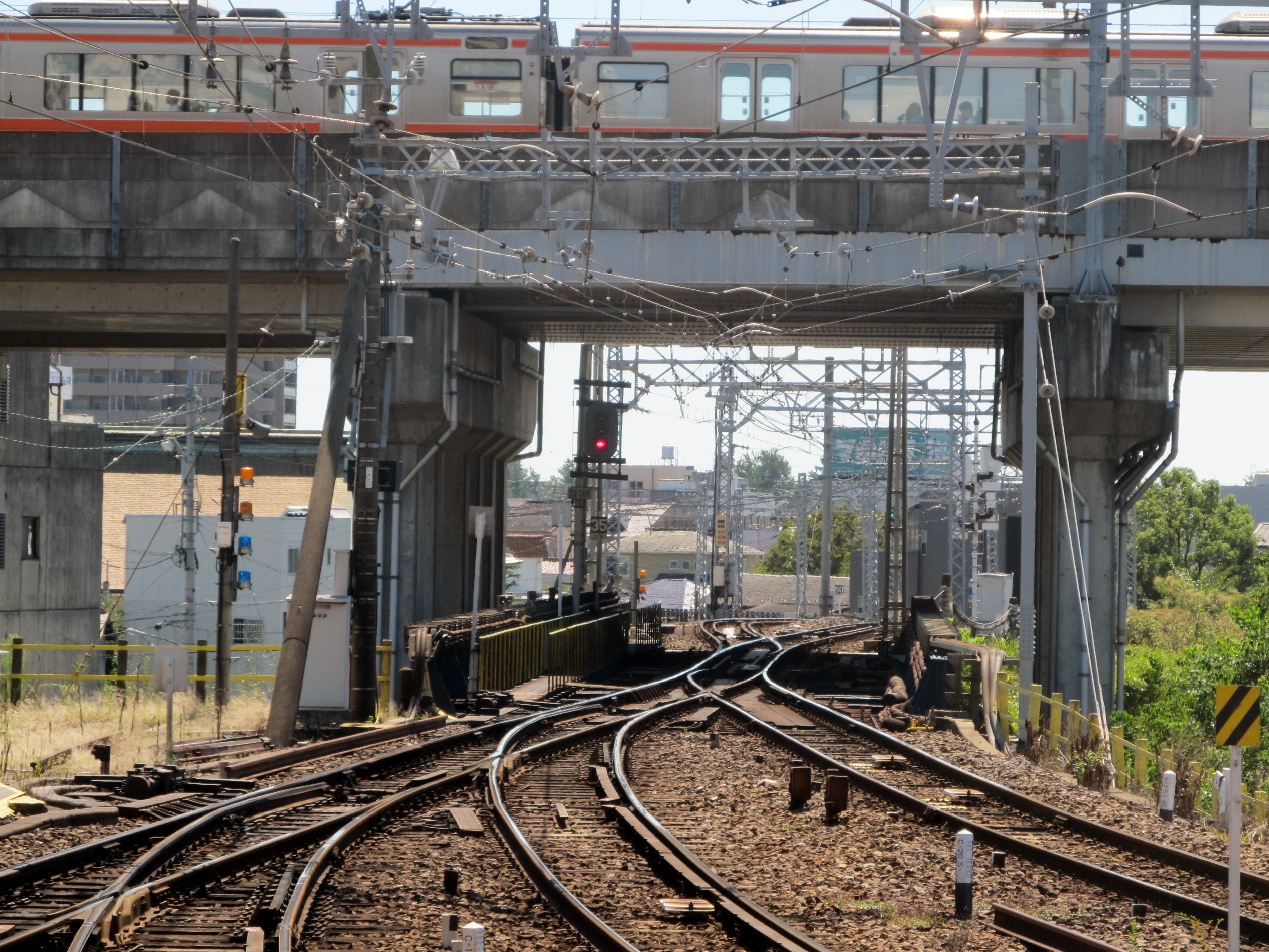
Engpass unter dem Viadukt der Tōkaidō-Hauptlinie
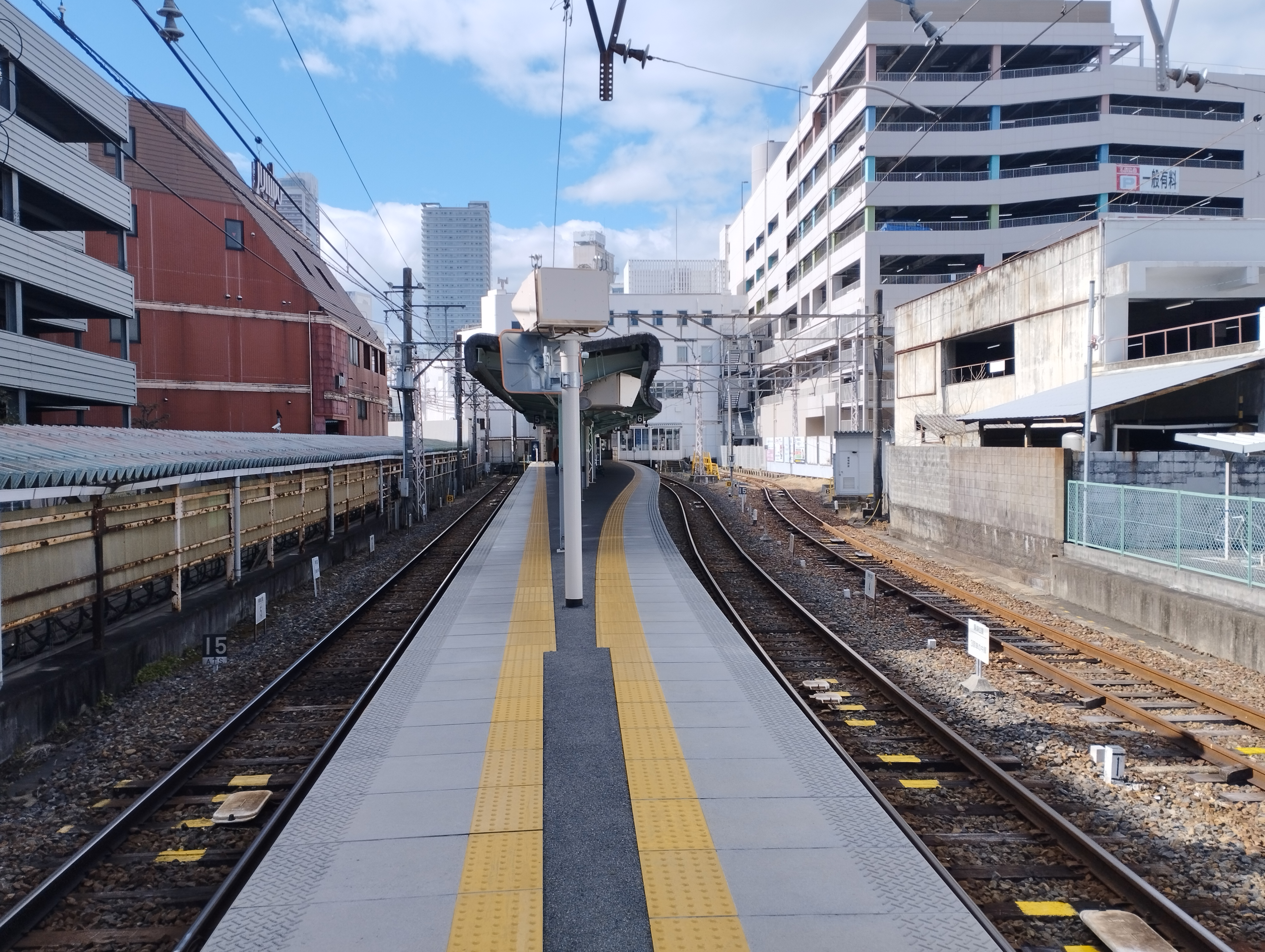
Bahnsteig der Kakamigahara-Linie
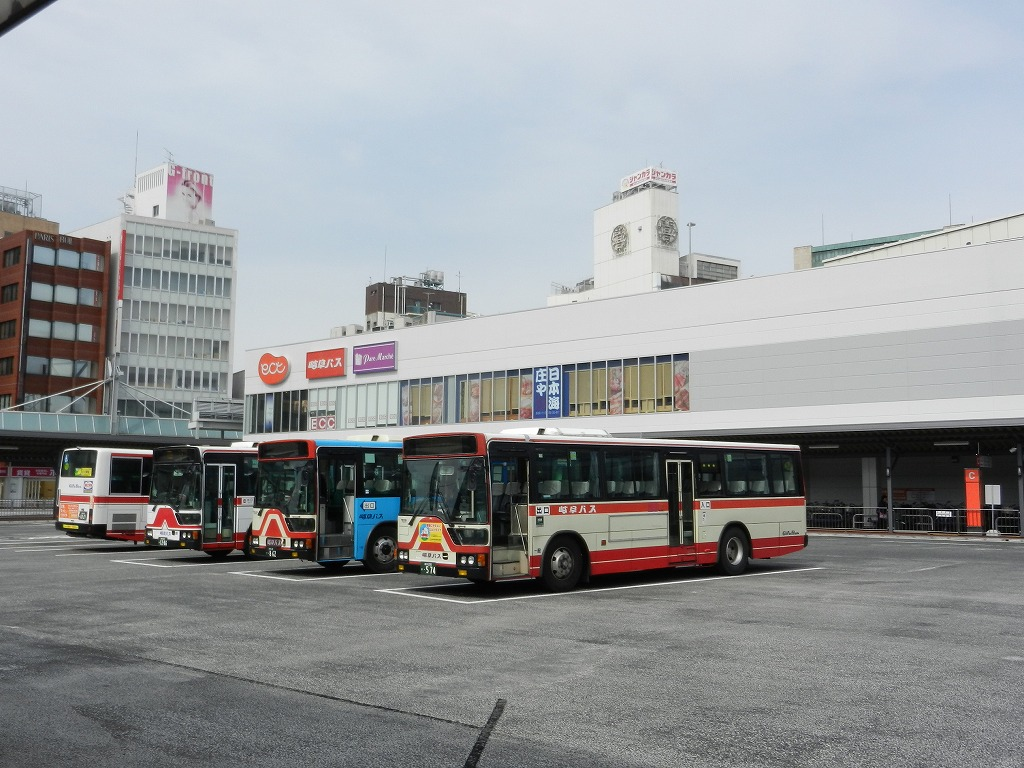
Busbahnhof

## Gleise
| 1–4 | ▉ Meitetsu Nagoya-Hauptlinie  | Meitetsu Ichinomiya • Meitetsu Nagoya • Chiryū • Toyohashi / Flughafen Chūbu |
| 1–4 | ▉ Meitetsu Nagoya-Hauptlinie  | Bahnhof Shin-Hashima                                                         |
| 5–6 | ▉ Meitetsu Kakamigahara-Linie | Shin-Unuma • Inuyama                                                         |

## Linien
| Verlauf der Meitetsu Nagoya-Hauptlinie |
| --- |
| Toyohashi • Ina • Odabuchi • Kō • Goyu • Meiden Akasaka • Meiden Nagasawa • Motojuku • Meiden Yamanaka • Fujikawa • Miai • Otogawa • Higashi-Okazaki • Okazakikōen-mae • Yahagibashi • Utō • Shin-Anjō • Ushida • Chiryū • Hitotsugi • Fujimatsu • Toyoake • Zengo • Chūkyō-keibajō-mae • Arimatsu • Sakyōyama • Narumi • Moto Hoshizaki • Moto Kasadera • Sakura • Yobitsugi • Horita • Jingū-mae • Kanayama • Sannō • Meitetsu Nagoya • Sakō • Higashi-Biwajima • Nishi-Biwajima • Futatsu-iri • Shinkawa-bashi • Sukaguchi • Marunouchi • Shin-Kiyosu • Ōsato • Okuda • • Kōnomiya • Shima-ujinaga • Myōkōji • Meitetsu Ichinomiya • Imaise • Iwato • Shin-Kisogawa • Kuroda • Kisogawa-zutsumi • Kasamatsu • Ginan • Chajo • Kanō • Meitetsu Gifu |

| Verlauf der Meitetsu Kakamigahara-Linie |
| --- |
| Meitetsu Gifu • Tagami • Hosobata • Kiridōshi • Tejikara • Takadabashi • Shin-Kanō • Shin-Naka • Shiminkōen-mae • Kakamigahara-shiyakusho-mae • Rokken • Mikakino • Nijikken • Meiden Kakamigahara • Ogase • Haba • Unumajuku • Shin-Unuma |

## Geschichte
Die Bahngesellschaft Mino Denki Kidō (Minoden) eröffnete den Bahnhof am 26. Dezember 1914 unter dem Namen Shin-Gifu (新岐阜), zusammen mit dem Abschnitt nach Hiroe. Bei der Strecke handelte es sich damals noch um eine nach Kasamatsu führende Überlandstraßenbahn, weshalb sie an die Gifu-Stadtlinie angeschlossen war. Ursprünglich war die Strecke vollständig zweigleisig ausgebaut, doch aufgrund von Materialmangel während des Ersten Weltkriegs musste die Minoden ein Gleis entfernen, um genügend Ersatzgleise für Reparaturen an der Gifu-Stadtlinie vorrätig zu haben. Später verlegte man das zweite Gleis erneut, doch es blieb ein kurzer einspuriger Abschnitt unter dem Viadukt der Tōkaidō-Hauptlinie bestehen. Die Beseitigung dieses Flaschenhalses unterblieb bis heute, da das Lichtraumprofil moderner Züge größer ist als jenes der frühen Minoden-Züge. 1930 fusionierte die Minoden mit der Nagoya Tetsudō zur Meigi Tetsudō, diese wiederum ging fünf Jahre später durch Fusion in der Meitetsu auf. Ebenfalls seit 1935 besteht eine durchgehende Verbindung zwischen Gifu und Nagoya in Form der Meitetsu Nagoya-Hauptlinie.

Gleisplan der Kopfbahnhöfe Shin-Gifu, der Straßenbahn, des Depots und der Verbindungsgleise

Unabhängig davon eröffnete die Bahngesellschaft Kakamigahara Tetsudō am 28. Dezember 1928 in unmittelbarer Nähe von Shin-Gifu den Bahnhof Nagazumichō (長住町). Der 0,4 km lange, am selben Tag in Betrieb gegangene Streckenabschnitt zum benachbarten Bahnhof Arata schloss an die bereits zwei Jahre zuvor eröffnete Kakamigahara-Linie nach Mikakino an. Die Kakamigahara Tetsudō ging 1935 ebenfalls in der Meitetsu auf, sodass beide Endbahnhöfe in Gifu nun derselben Gesellschaft gehörten. Die Meitetsu legte sie am 18. April 1948 unter dem Namen Shin-Gifu zusammen. 1965 stellte die Meitetsu den Güterverkehr ein, zwei Jahre später verlegte sie das bisher neben dem Bahnhof befindliche Straßenbahndepot Depot an den Stadtrand. Die Eröffnung der Meitetsu Tagami-Linie 25. Juni 1970 machte es möglich, direkte Züge vom Bahnhof Shin-Gifu zur Meitetsu Minomachi-Linie nach Seki und Mino anzubieten. Zu diesem Zweck erhielt der Bahnhof der Kakamigahara-Linie einen zusätzlichen Seitenbahnsteig.
Zwar war der Bahnhofteil der Nagoya-Hauptlinie 1957 und 1970 erweitert worden, er konnte aber mit dem Wachstum der Fahrgastzahlen kaum Schritt halten. Etwas Entlastung brachte 1982 die Entflechtung von Eisenbahn und Straßenbahn, als die Verbindungsgleise zur Gifu-Stadtlinie aufgehoben wurden. Am 27. Mai 1988 ging der neu erbaute Bahnhofteil der Kakamigahara-Linie in Betrieb. Im Hinblick auf die in Nagoya stattfindende Weltausstellung erhielt der Bahnhof Shin-Gifu am 29. Januar 2005 seinen heutigen Namen; dahinter stand die Absicht, die auswärtigen Besucher besser mit dem Markennamen Meitetsu vertraut zu machen. Im Juni 2006 begann der Abbruch des in die Jahre gekommenen Bahnhofteils der Nagoya-Hauptlinie; an dessen Stelle entstand ein Neubau, der am 14. Juli 2007 fertiggestellt war. Zwei Jahre später kam das benachbarte ECT-Einkaufszentrum hinzu.